# Хухра (река)
Хухра (укр. Хухра) — левый приток реки Ворскла, протекающий по Краснокутскому (Харьковская область) и Ахтырскому (Сумская область) районам Украины.

## География
Длина — 31 км. Пруд у села Каплуновка находится на высоте 137,3 м над уровнем моря. Русло малоразвитое. В засушливые года верховье реки пересыхает.
Река берёт начало в лесу восточнее села Каплуновка (Краснокутский район). Река течёт с востока на запад сначала по Краснокутскому, затем Ахтырскому районам. На реке создано несколько прудов: в селе Каплуновка, между Каплуновкой и Солнечным, в селе Солнечное, в селе Бугроватое, восточнее села Хухра. Местами пойма заболоченная: между Каплуновкой и Солнечным, приустьевой участок. Впадает в русло Киселиха реки Ворскла западнее села Хухра (Ахтырский район).

## Населённые пункты
- Населённые пункты на реке от истока к устью:
- Краснокутский район: Каплуновка;
- Ахтырский район: Солнечное, Бугроватое, Восьмое Березня, Перемога, Хухра.

## Природа
Заболоченный участки и пруды с луговой и тростниковой растительностью. В пойме иногда встречаются небольшие группы деревьев, только возле Каплуновки расположен дубовый лес.
На территории Ахтырского района приустьевая часть реки находится в составе Гетьманского национального природного парка, а до 2009 года — гидрологический заказник общегосударственного значения Хухрянский заказник.